# 48-й армейский корпус (вермахт)
48-й армейский корпус (нем. XXXXVIII. Armeekorps (Wehrmacht)) — немецкий армейский корпус   времен  Второй мировой войны (1940 — 1945). С июня 1942 года —  48-й танковый корпус.  Участвовал в боях  на Восточном фронте до конца войны.

## История

### 1942
Весной 1942 года корпус занимал оборону в районе Курска.
Во время летнего наступления по плану «Блау» (июнь 1942) входил в 4-ю танковую армию (ком. — Герман Гот).
Состав на 22 июня
- 24-я танковая дивизия
- Мотопехотная дивизия «Великая Германия»[2]

24-я танковая дивизия наступала через Старый Оскол в направлении Воронежа. 4 июля  силы корпуса форсировали Дон и заняли плацдарм на восточном берегу. К 8 июля город был частично занят.
Во время июльского наступления 4-й ТА на Сталинград с южного направления корпус занял плацдарм у Цимлянска. С 30 июля по 3 августа вел наступление на Котельниково . Во время наступления на Сталинград 14-я и 24-я танковые дивизии корпуса вели бои за южные районы города.  

## Командование
Командующие:
- Генерал бронетанковых войск Вернер Кемпф 6 Января 1941 по 31 Январь 1942 г.
- Генерал бронетанковых войск  Рудольф Вейль. 5 февраля по Май 1942 г.
- Генерал бронетанковых войск Вернер Кемпф.   1 мая по Ноябрь 1942 г.
- Генерал-лейтенант Фердинанд Хайм. 1 по 19. Ноября 1942 г.
- Генерал бронетанковых войск Ганс Крамер 19 - 26 Ноября 1942 г.
- Генерал бронетанковых  войск Генрих Эбербах 26 - 30 ноября 1942 г.
- Генерал бронетанковых войск Отто фон Кнобельсдорф. 30 Ноябрь 1942 по 6 Мая 1943 г.
- Генерал от пехоты Дитрих фон Хольтиц 6  мая до Августа 1943 г.
- Генерал бронетанковых  войск Отто фон Кнобельсдорф   30 августа. Сентябрь 1943 г.
- Генерал от пехоты Дитрих фон Хольтиц 30. По 22 сентября. Октябрь 1943 г.
- Генерал бронетанковых  войск Генрих Эбербах 22. Октябрь по 15. Ноябрь 1943 г.
- Генерал бронетанковых  войск Герман Бальк 15. Ноябрь 1943 по 4. Август 1944 г.
- Генерал бронетанковых войск Вальтер Неринг 4-19 Август 1944 г.
- Генерал тбронетанковых войск Фриц-Хуберт Грезер 19-й По 20 августа. Сентябрь 1944 г.
- Генерал бронетанковых войск Максимилиан барон фон Эдельсхайм 20. Сентябрь 1944 по 3. Май 1945 г.,
- Генерал-лейтенант Вольф Хагеманн 3-8- й Май 1945 г.

Начальники штаба:
- Полковник   Г. Вернер Фрибе. Январь 1941 по 25. Ноябрь 1942 г.
- Генерал-майор Фридрих Вильгельм фон Меллентин. 25 Ноября 1942 по 14 Августа 1944 г.